# Lick-observatorium

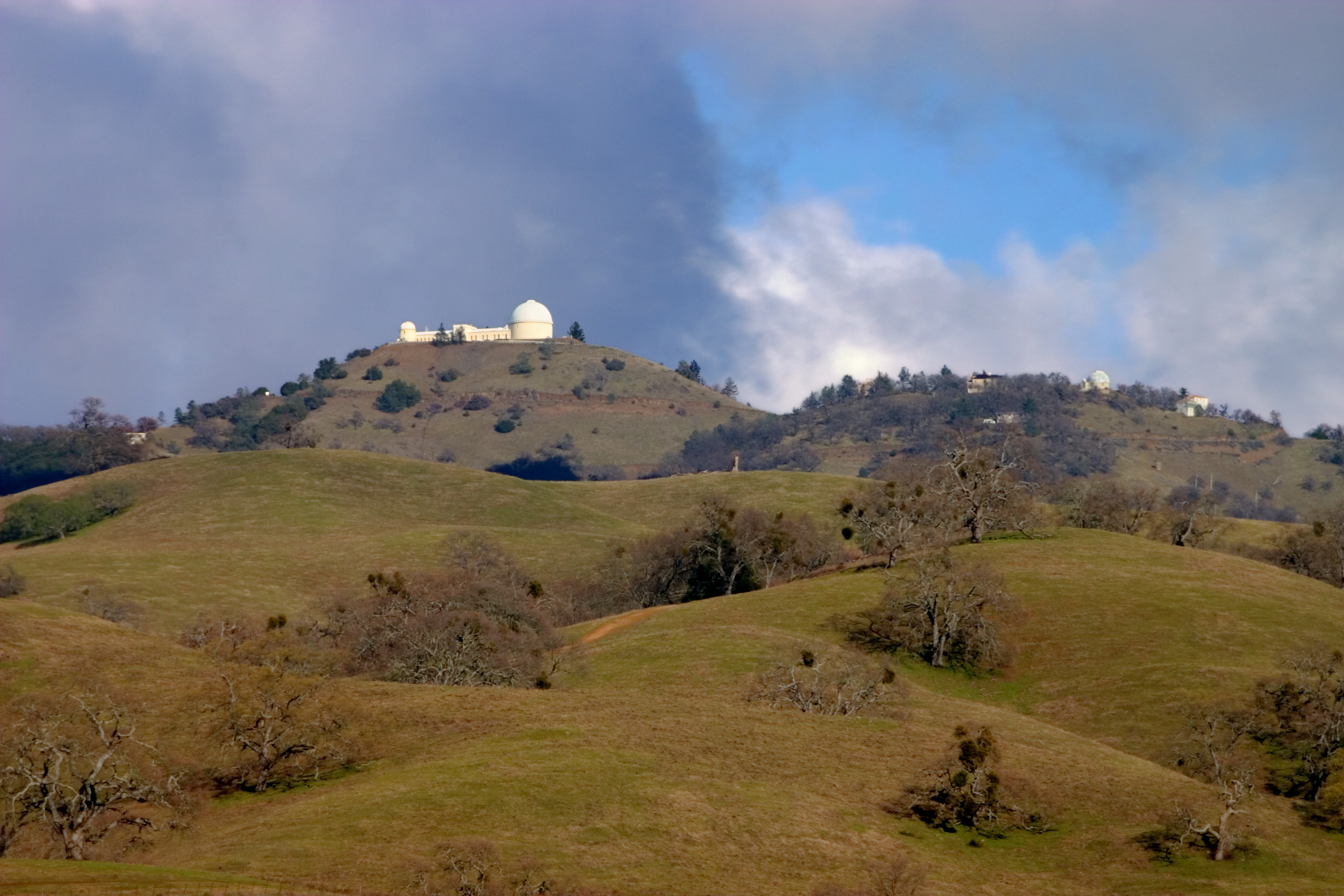
Het Lick-observatorium op Mount Hamilton

Het Lick-observatorium (Engels: Lick Observatory) is een sterrenwacht op de top van de 1293 meter hoge Mount Hamilton in de Diablo Range nabij San Jose in de Amerikaanse staat Californië. Het wordt beheerd door de Universiteit van Californië.
De bouw van het Lick Observatory begon in 1876 en duurde 11 jaar. De financiering van de bouw gebeurde door een nalatenschap van James Lick naar wie de sterrenwacht is vernoemd. De eerste telescoop van de sterrenwacht, de 36-inch-refractor, was van 1888 tot 1897 de grootste van zijn soort in de wereld. De condities voor astronomische waarnemingen op de top van Mount Hamilton zijn zeer gunstig, met gemiddeld zo'n 300 onbewolkte dagen per jaar. Laaghangende bewolking die vaak rond de stad San José voorkomt, blokkeert bovendien lichtvervuiling vanuit de omringende steden.
Het huidige instrumentarium van het Lick Observatory bestaat uit:
- De C. Donald Shane, 3 meter reflector
- De Great Lick, 36-inch refractor
- De Carnegie, 0,5 meter twin refractor
- De Anna L. Nickel, 1 meter reflector
- De Crossley, 0,9 meter reflector
- De Coude auxiliary telescope, 0,6 meter reflector
- De Tauchmann, 0,5 meter reflector
- De Katzman Automatic Imaging Telescope (KAIT), een 76 cm reflector
- De CCD Comet Camera (135 mm Nikon cameralens)
- De Automated Planet Finder